# Damon Diletti
Damon Laurance Diletti (* 1. Mai 1971 in Perth) ist ein ehemaliger australischer Hockeyspieler, der mit der australischen Hockeynationalmannschaft 1992 Olympiazweiter sowie 1996 und 2000 Olympiadritter war.

## Sportliche Karriere
Der 1,78 m große Damon Diletti spielte von 1991 bis 2000 im Tor der australischen Nationalmannschaft.
Bei den Olympischen Spielen 1992 in Barcelona war Damon Diletti Stammtorhüter der australischen Mannschaft. Die Australier siegten in vier Spielen der Vorrunde und spielten gegen die deutschen Herren unentschieden. Nach ihrem Halbfinalsieg über die britische Olympiaauswahl trafen die Australier im Finale wieder auf die deutsche Mannschaft und unterlagen mit 1:2. 1994 war Australien Gastgeber der Weltmeisterschaft in Sydney. Die australische Mannschaft unterlag im Halbfinale den Niederländern mit 1:3. Im Kampf um Bronze bezwangen die Australier die deutsche Mannschaft mit 5:2.
Zwei Jahre später bei den Olympischen Spielen 1996 in Atlanta war Lachlan Dreher Stammtorhüter, Diletti wurde nur in zwei Vorrundenspielen eingesetzt. Die Australier gewannen die Bronzemedaille gegen die deutsche Mannschaft. Bei der Weltmeisterschaft 1998 in Utrecht unterlagen die Australier im Halbfinale den niederländischen Herren mit 2:6. Das Spiel um Bronze verloren sie gegen die Deutschen mit 0:1. Im gleichen Jahr fanden in Kuala Lumpur die Commonwealth Games statt, erstmals gehörten Hockeywettbewerbe zum Programm der Commonwealth Games. Im Finale siegten die Australier mit 4:0 gegen die Auswahl Malaysias. 2000 in Sydney nahm Diletti zum dritten Mal an Olympischen Spielen teil. Die Australier gewannen ihre Vorrundengruppe mit drei Siegen und zwei Unentschieden. Im Halbfinale gegen die Niederländer stand es am Ende 0:0 und durch Penaltyschießen erreichten die Niederländer das Finale. Die Australier siegten im Kampf um Bronze gegen die pakistanische Mannschaft mit 6:3. Lachlan Dreher und Damon Diletti wechselten sich bei diesem Turnier ab. Während Diletti im Halbfinale spielte, kamen im Spiel um die Bronzemedaille beide Torhüter zum Einsatz.